# ジュゼッペ・ベルティーニ
ジュゼッペ・ベルティーニ（Giuseppe Bertini、1825年12月11日 - 1898年11月24日）はイタリアの画家である。ミラノのブレラ美術アカデミー(Accademia di Belle Arti di Brera)の校長やポルディ・ペッツォーリ美術館の館長などを務めた。

## 略歴
ミラノで生まれた。父親のジョヴァンニ・バッティスタ・ベルティーニ(Giovanni Battista Bertini:1799–1849)は画家、ステンドグラス作家でミラノのドゥオーモのステンドグラスを製作したことで知られている。 13歳でブレラ美術アカデミーに入学し、ルイージ・サバテッリ(Luigi Sabatelli)やジュゼッペ・ビシ(Giuseppe Bisi)に学びながら、父親のステンドグラスの製作を手伝った。1845年にブレラ美術学校の展覧会で大賞を受賞した。
1848年から1860年の間、ブレラ美術アカデミーで非常勤で教え、1860年に常勤の絵画教師となった。常勤の絵画教師のもう一人はフランチェスコ・アイエツであった。この教授職は19世紀の終わりまで続けた。
ジュゼッペ・ビシと版画家のエルネスタ・レニャーニ・ビシ夫妻の娘、クリスティーナ・ビシと結婚した。
ヴェネツィアやフィレンツェ、ローマを旅し、ルネサンスの美術に詳しくなり、ミラノの貴族で美術収集家のポルディ・ペッツォーリと知り合い、親しくなった。1851年にペッツォーリの邸のステンドグラスを製作し、1879年にペッツォーリが亡くなった後、遺言で設立されたポルディ・ペッツォーリ美術館の初代の館長に1881年に就任した。

## 作品

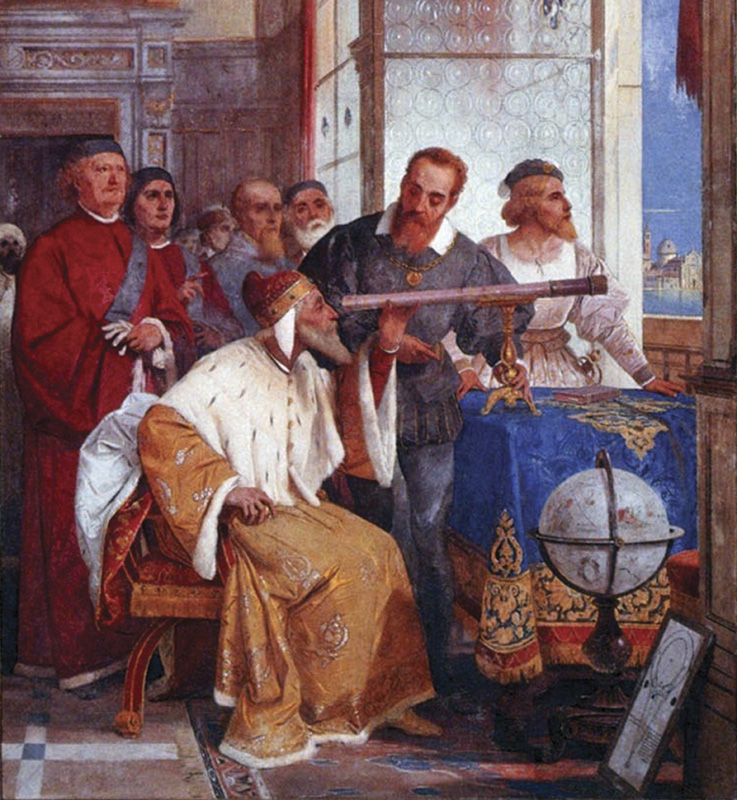
ヴェネツィアのドージェに望遠鏡の使い方を教えるガリレオ(1858)
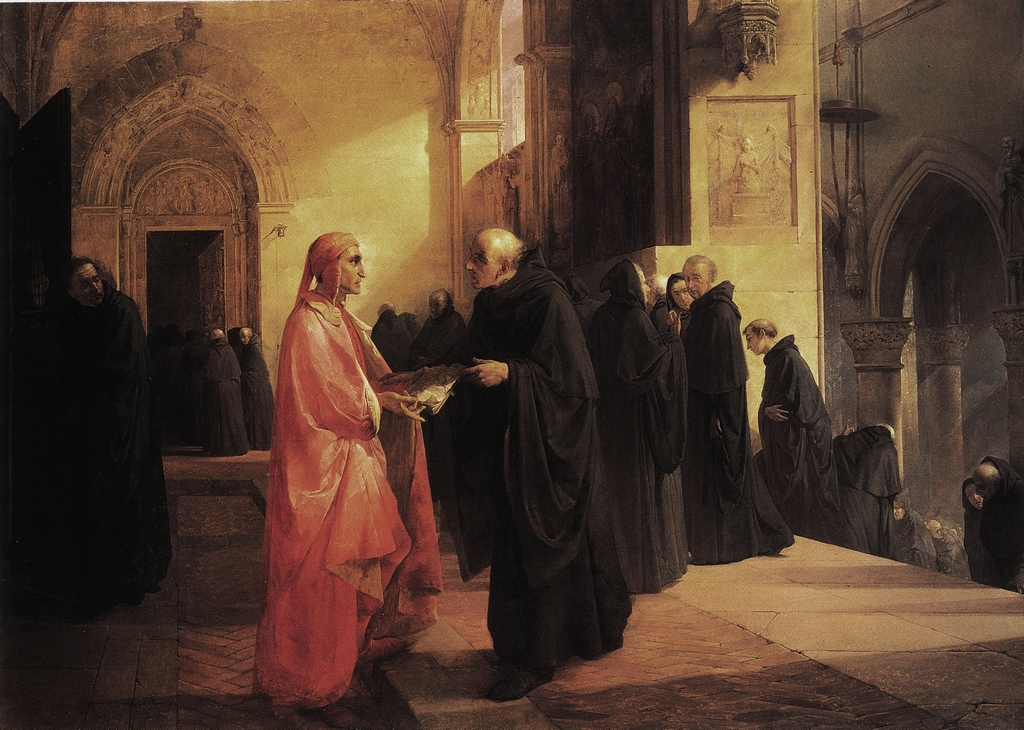
L'incontro di Dante con frate Ilario (1844/1845)
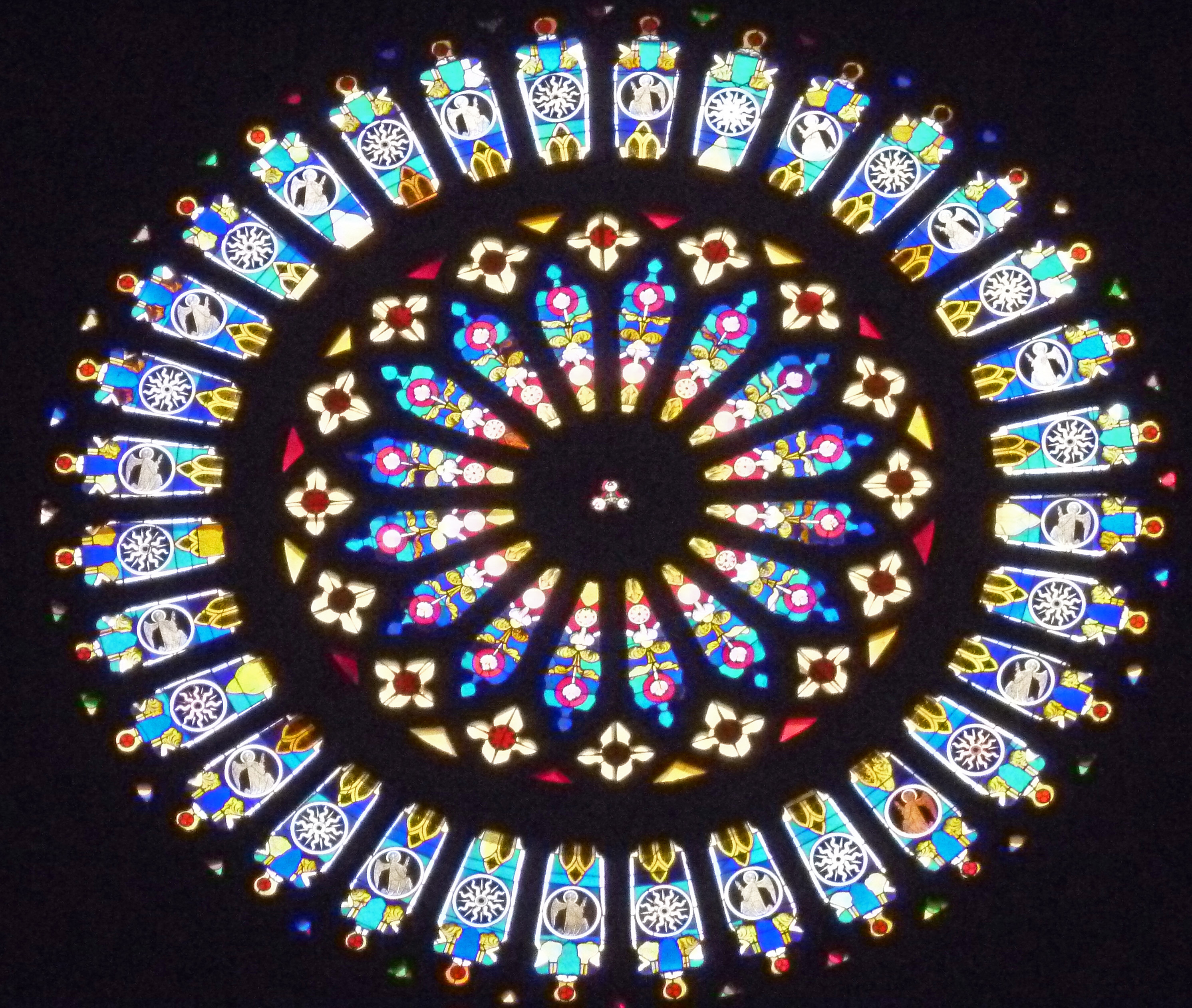
コモのドゥオーモのステンドグラス

## ベルティーニの教えた学生
- トランクイッロ・クレモナ (1837-1878)
- ダニエーレ・ランツォーニ (1843-1889)
- ルイージ・ロッシ (1852-1923)
- ガエターノ・プレヴィアーティ (1852-1920)
- フランチェスコ・フィリピーニ (1853-1895)
- チェーザレ・タッローネ(1853-1919)
- ジョヴァンニ・セガンティーニ (1858-1899)
- アレアルド・ヴィラ (1865-1906)
- ジュゼッペ・ペリッツァ・ダ・ヴォルペード (1868-1907)
- アキーレ・ベルトラーメ (1871–1945)
- カルロ・バッツィ (1875-1947)